# Pachycnemia degenerata
Pachycnemia degenerata là một loài bướm đêm trong họ Geometridae.